# Pseudosarcopera
Pseudosarcopera är ett släkte av tvåhjärtbladiga växter. Pseudosarcopera ingår i familjen Marcgraviaceae.
Kladogram enligt Catalogue of Life:
| Pseudosarcopera | \| \| Pseudosarcopera diaz-piedrahitae \| \| \| \| \| \| Pseudosarcopera oxystylis \| \| \| \| |
|                 | \| \| Pseudosarcopera diaz-piedrahitae \| \| \| \| \| \| Pseudosarcopera oxystylis \| \| \| \| |
|                 | Marcgravia                                                                                     |
|                 |                                                                                                |
|                 | Marcgraviastrum                                                                                |
|                 |                                                                                                |
|                 | Norantea                                                                                       |
|                 |                                                                                                |
|                 | Ruyschia                                                                                       |
|                 |                                                                                                |
|                 | Sarcopera                                                                                      |
|                 |                                                                                                |
|                 | Schwartzia                                                                                     |
|                 |                                                                                                |
|                 | Souroubea                                                                                      |
|                 |                                                                                                |
|                 | Pseudosarcopera diaz-piedrahitae                                                               |
|                 |                                                                                                |
|                 | Pseudosarcopera oxystylis                                                                      |
|                 |                                                                                                |

|  | Pseudosarcopera diaz-piedrahitae |
|  |                                  |
|  | Pseudosarcopera oxystylis        |
|  |                                  |